# سكوت ويليامز
سكوت ويليامز (بالإنجليزية: Scot Williams)‏ هو ممثل بريطاني، ولد في 29 نوفمبر 1972 في المملكة المتحدة.

## وصلات خارجية
- سكوت ويليامز على موقع IMDb (الإنجليزية)
- سكوت ويليامز على موقع أول موفي (الإنجليزية)
- سكوت ويليامز على موقع قاعدة بيانات الفيلم (الإنجليزية)